# ريتشل ماير
ريتشل ماير (بالإنجليزية: Rachel Mayer)‏ هي راقصة على الجليد أمريكية، ولدت في 12 ديسمبر 1973 في منيابولس في الولايات المتحدة.

## وصلات خارجية
- ريتشل ماير على موقع أوليمبيديا (الإنجليزية)